# 1 E3 m²
Za lažje predstavljanje različnih velikosti površin je tu seznam površin med 1000 m² (10 arov) in 10.000 m² (1 hektar). Glejte tudi področja drugih redov velikosti.
- površine, manjše od 1000 m²
- 1000 m² je enako kot:
  - 10.800 kvadratnih čevljev
  - površina kvadrata s stranico 31,6 m.
- 3000 m² -- površina Koncertne dvorane v Postojnski jami
- 4047 m² -- 1 aker (natančneje 4046,8564224 m²)
- 5000 m² -- površina Celjskega gradu
- 5400 m² -- velikost igrišča za ameriški nogomet
- 7300 m² -- velikost nogometnega igrišča
- površine, večje od 10 tisoč m²